# Хойно (Бродницький повіт)
Хойно (пол. Chojno, нім. Fichtenwalde) — село в Польщі, у гміні Боброво Бродницького повіту Куявсько-Поморського воєводства.
Населення — 202 особи (2011).
У 1975-1998 роках село належало до Торунського воєводства.

## Демографія
Демографічна структура станом на 31 березня 2011 року:
|          | Загалом | Допрацездатний вік | Працездатний вік | Постпрацездатний вік |
| -------- | ------- | ------------------ | ---------------- | -------------------- |
| Чоловіки | 103     | 29                 | 69               | 5                    |
| Жінки    | 99      | 21                 | 66               | 12                   |
| Разом    | 202     | 50                 | 135              | 17                   |